# Pudella mephistophila
El pudu chico  o del norte (Pudella mephistophila), llamado también venado conejo, soche, venado chonta, sachacabra, venadito de los páramos,  ciervo enano o venado enano, es uno de los cérvidos más pequeños del mundo. Habita en las altas y frías estepas de los páramos y punas andinas de sur como en la región del Ecuador.
Una revisión hecha por los investigadores Barrio, Gutiérrez & D’Elía (2024) mostro que tanto esta especie como Pudella carlae mostraban un clado diferenciado de Pudu pudu, por lo que he ha propuesto el trasladar ambas especies al género Pudella.

## Características
Mide un máximo de 70 cm de largo y 32 a 35 cm a la grupa, y pesa solo de 3,3 a 6 kg. Las astas son cortas, las orejas pequeñas y redondeadas. El color del pelaje es rojopardusco en el tronco, la garganta es amarillo parda, la cabeza negruzca; las glándulas preorbitales son pequeñas. Es algo menos fornido que el pudú meridional.

## Distribución y hábitat
Es un cérvido que vive en las altas estepas frías, los páramos de Colombia, Ecuador, y las punas de Perú generalmente entre los 2000 y los 4000 m s. n. m.